# Crypturellus atrocapillus
Il tinamo capinero (Crypturellus atrocapillus (Tschudi, 1844)) è un uccello  della famiglia dei Tinamidi.

## Descrizione
Lunghezza: 28–31 cm.

## Distribuzione e habitat
Perù sud-orientale e Bolivia settentrionale.

## Sistematica
Sono note 2 sottospecie:
- Crypturellus atrocapillus atrocapillus (Tschudi, 1844) - diffusa nel sudest del Perù
- Crypturellus atrocapillus garleppi (Berlepsch, 1892) - diffusa nella Bolivia settentrionale